# Lucas Beraldo
Lucas Lopes Beraldo (ˈlukas be'ʁawdu; Piracicaba, São Paulo; 24 de novembre de 2003) és un futbolista professional brasiler que juga com a central al Paris Saint-Germain de la Ligue 1 i a la selecció brasilera.

## Carrera de club

### Sao Paulo
El 26 de maig de 2022, Beraldo va fer el seu debut professional amb el São Paulo en una victòria per 1-0 a la Copa Sudamericana contra el club peruà Ayacucho. El 24 de setembre de 2023 va guanyar el seu primer trofeu amb el club, la Copa do Brasil.

### París Saint-Germain
L'1 de gener de 2024, Beraldo va signar pel club de la Ligue 1 Paris Saint-Germain per una quota de 20 milions d'euros, signant un contracte fins al juny de 2028. Dos dies més tard, va debutar com a substitut en la victòria per 2-0 sobre el Toulouse en la Supercopa, guanyant el seu primer trofeu amb el club. El 13 de març de 2024, va marcar el seu primer gol al PSG en la victòria per 3-1 contra el Niça als quarts de final de la Copa de França.

## Carrera internacional

### Carrera juvenil
Beraldo és un internacional juvenil del Brasil. Va formar part de l'equip sub-20 que va guanyar el Torneio Internacional Sub-20 do Espírito Santo 2022.

### Carrera sènior
L'1 de març de 2024, Beraldo va ser convocat per primera vegada amb la selecció absoluta per a partits amistosos contra Anglaterra i Espanya. Va debutar el 23 de març de 2024 en l'anterior partit.

## Vida personal
Beraldo és fill de l'antic central de futbol André Beraldo.

## Palmarès
Sao Paulo
- Copa del Brasil: 2023[5]

París Saint-Germain
- Ligue 1: 2023-24[14]
- Copa francesa: 2023-24[15]
- Trophée des Champions: 2023,[8] 2024[16]

Brasil sub-20
- Torneio Internacional Sub-20 do Espírito Santo: 2022[10]

### Individual
- Millor central al Brasil: 2023[17]